# Vetési gomborka
A vetési gomborka vagy kis gomborka (Camelina microcarpa) a káposztafélék (Brassicaceae) családjának gomborka (Camelina) nemzetségébe tartozó növényfaj. Egyes EU-s joganyagok a C. sativa-t nevezik vetési gomborkának.

## Elterjedés, élőhely
Európában és Ázsiában honos, de az egész földkerekségen elterjedt inváziós fajként, néha gyomnövényként. Szemestakarmányok, mint a búza és a rozs gyomnövényeként ismert. A Mátrában megtalálhatóak állományai.
Jellemző faja a szubatlantikus növényzet mészkerülő szántóföldi vegetációjának, a szántóföldi növényzet gomborka-pipitér társulásának és hamvas zsombor-homoki pipitér társulásának.

## Leírása
Egyéves növény, szára néha elágazó, 30–100 cm-esre nő meg. Levelei, főleg az alsóbbak enyhén szőrözöttek lehetnek. Alakjuk lándzsás, virágai halványsárgák.
Könnyen összetéveszthető a magvas gomborkával.